# 遥風
遥風（はるか）は、日本の女優、モデル、写真家。大分県出身。
身長168cm。所属事務所はZelfstandig。夫は、将棋棋士の佐々木慎。

## 経歴
10歳で一眼レフを手にしたことをきっかけに写真を撮り始め、写真と演劇について専門的に学ぶ。
学生時代には写真家荒木経惟よりファッションブランドのモデルとして抜擢され、その後、演出家蜷川幸雄に師事し女優としてドラマ主演デビュー。
古来の日本女性を思わせる透明感と独自の世界観が支持され、国内外問わず幅広く出演。
また 自然や動植物に関心が高く、NHK「趣味の園芸ビギナーズ」、NHK BS「国際バラとガーデニングショウ」では司会を務め、環境社会検定試験（eco検定）を取得し環境問題の為にも活動している。
2016年4月結婚を報告。

## 人物
- 趣味は写真、美術鑑賞、旅、和菓子作り。
- 美大で写真を専攻し、愛機はドイツ製二眼レフ「ローライフレックス2.8F」など所有するカメラは11台[2]。
- 叔父が映画俳優であったため幼少期から舞台などを観て育ち、表現の世界に興味を持った。
- 夫は、将棋棋士の佐々木慎[3][4]。2016年4月に入籍、挙式は同年6月5日[5]。佐々木が『NHK杯テレビ将棋トーナメント』に出演する際、遥風はNHK教育テレビ『趣味の園芸ビギナーズ』やNHK『国際バラとガーデニングショウ』で司会を務めていた為、同局同日に一番組挟んで出演している事が度々あった。
- 神社検定（神道文化検定）壱級、乗馬、環境社会検定の資格を持つ。
- 凛とした透明感と古来の日本女性を思わせる着物姿の美しさに定評があり、テレビ・雑誌・CM・舞台などで着物姿を披露する機会が多い。
- 動物が好きで、保護猫を引き取り、「けい」という名前の猫を飼っている。ブログによると「将棋棋士の主人との初対面の際に、何気ない会話の中で『桂馬の動きは猫に似ている』と聞いた事が印象的で、それが名前の由来です。」と述べている[6]。
- 好きな花は蝋梅、椿、ミモザなど[7]。

## 主な出演作品

### テレビ番組
- 趣味の園芸ビギナーズ（NHK教育） - 司会、ナレーション
- 国際バラとガーデニングショウ（NHK-BS） - 司会
- オールスター感謝祭（TBSテレビ）
- FNNスーパーニュースアンカー（関西テレビ)
- かんさい情報ネットten.（読売テレビ)
- 1Hセンス（フジテレビ)
- SmaSTATION!!（テレビ朝日)
- 世界人（BS-TBS）
- もっと見たい！新絶景タイムスケイプ（NHK総合・NHK BS8K)

### CD
- 日本民話朗読シリーズ 青森県民話「月とウサギ」(2015年）
- 日本民話朗読シリーズ 秋田県民話「アリとハチ」(2015年）
- ドラマCD「ネコ事情 名無しのミケ編」(2015年）
- ドラマCD「ラビベリー アストロングベリー先生編」(2015年）
- 日本民話朗読シリーズ 岩手県民話「蛇の涙」(2015年）
- 日本民話朗読シリーズ 山形県民話「ふとっちょネズミとひょろひょろネズミ」(2016年）
- 日本民話朗読シリーズ 宮城県民話「ウシとお坊さん」(2016年）
- 日本民話朗読シリーズ 長崎県民話「猫の恩返し」(2016年）
- 日本民話朗読シリーズ 佐賀県民話「空を飛んだカメ」(2016年）
- 日本民話朗読シリーズ 福岡県民話「乙姫様のネコ」(2016年）
- 日本民話朗読シリーズ 熊本県民話「素直なタヌキと賢い子供」(2016年）
- 日本民話朗読シリーズ 宮崎県民話「生まれ変わったカエル」(2017年）
- 日本民話朗読シリーズ 鹿児島県民話「逆襲のスズメ」(2017年)
- 日本民話朗読シリーズ 沖縄県民話「ハブのおまじない」(2017年)
- 日本民話朗読シリーズ 北海道民話「消えたオオカミ」(2017)
- 日本民話朗読シリーズ 愛媛県民話「双子タヌキの背比べ」(2017)
- 日本民話朗読シリーズ 香川県民話「祖母の日本人形」(2017)
- 日本民話シリーズ 三重県民話「うさぎのお茶会」語り手 (2018)

### 舞台
- 「花衣華」 主演 (高台寺塔頭 月真院、2009年）
- 「バラ祭」主演 (ハウステンボス/2009)
- 「神話」 主演 (エル・シアター、2010年)
- 「世界遺産 糺の森芸術祭 秋に舞う蝶」 主演 (下鴨神社内 直会殿、2010年)
- 「財団、江本純子 "日本全国 奇形鍋"」作・演出：江本純子（SPACE雑遊、2011年）
- 「PtoQ ArtShow」（TORII HALL、2011年）
- 「人間のような物」（東京gallery POINT・京都pooh's cafe、2012年）
- 「ハムレット」演出：蜷川幸雄（彩の国さいたま芸術劇場、2012年）読売演劇大賞優秀作品賞、大賞・最優秀演出家賞、他

### ドラマ
- 記憶（京都放送 / テレビ神奈川 / テレビ埼玉 / 三重テレビ） - 主演
- 飯蔵（テレビ東京） - ゲスト主役

### 映画
- 「天国のバス」
- 「どぶいた」

### PV
- XTRNGR

### CM
- ALGONQUINS（荒木経惟 撮影）
- キリンビバレッジ「潤る茶」
- カンミ堂「10min.」
- AYUMI BRIDAL
- ロテルド比叡
- JR東海「そうだ　京都、行こう。」エクスプレス・カード篇 / 京都一泊篇
- 狭山茶

### 表紙
- 解決はしません 2（内田春菊、集英社）
- FREEDOM OF CHOICE（常盤響、河出書房新社）
- LEAP Wedding（南日本出版）

### 新聞
- The Daily Telegraph
- 産經新聞「荒木経惟連載 アラーキーが行く」
- 読売新聞「すてき私流」

### 雑誌
- KLMオランダ航空 機内誌 "Holland Herald" （オランダ）
- Glamour （イタリア）
- TREND LAND（ニューヨーク）
- Flowers Цветь （ロシア）
- Jos Luis （スペイン）
- Frame Magazine （オランダ）
- Revista Gloss （ブラジル）
- M r r m Magazine （香港）
- Bouquet （ポーランド）
- L i n d a Magazine （オランダ）
- DESIGAMAG（チェコ）
- Fashion INDIE （ニューヨーク）
- Dezeen （イギリス）
- シアターガイド
- Flower II
- 美しいキモノ
- Lei wedding
- 月刊 茶の間
- Flower I
- NHKウィークリーステラ
- examiner
- In Red
- フローリスト
- Oz Magazine
- CUTiE
- STUDIOVOICE
- ビジネスジャンプ
- IKKI
- デザインがわかる
- spoon
- デザイナーズファイル

### その他
- ドイツCALVENDO カレンダー
- OMC「Jiyu!da! アーティストクレジットカード」
- CHARLEY「ZENZAI Bubble Bath」「CHASEN Bubble Bath」

## 講演会・写真展など
- 「NHK 春のテキスト祭」（渋谷東急本店、2008年）
- 「公開講座 - 花を楽しむ方法」（とっとり花回廊、2008年）
- 「日本フラワー&ガーデンショウ/はぐくむ 日々の愉しみ」（幕張メッセ、2009年）
- 「公開講座 - 薫りの楽しみ方&植物写真の撮り方」（とっとり花回廊、2009年）
- 「オランダ大使館 フラワーバルブズオブザイヤー」（オランダ大使館、2009年）
- 「ハウステンボス バラ祭オープニングイベント」（ハウステンボス、2009年）
- 「NHK 趣味の園芸 Flower Dream」（東京ビッグサイト、2010年）
- 「写真展 - Beautiful」（Tokyo KANZAN、2010年）
- 「Alice's Rose Party」（Jardin de LUSEINE原宿、2010年）
- 「蜷川幸雄 血の婚礼」（創造舎/2011)
- 「NHK 国際バラとガーデニングショウ」（西武ドーム、2008〜2013年）
- 「NHK 国際バラとガーデニングショウ　新しいばらの風」（西武ドーム、2014年）
- 「写真展 - 夢日記」（Tokyo TORIA GALLERY、2014年）
- 「公開授業 - 育種寺子屋高森分校」（高森町歴史民俗資料館、2015年）
- 「朗読会 Live Artist Collection」（Tokyo mismatch、2015年）
- 「よみがえれ！鴻臚館 オープニングイベント-古代衣装ファッションショー」司会（福岡市博物館、2017年）
- 「平成から令和へ 文化へのいざない」(武蔵野芸能劇場、2019)

## 連載
- 趣味の園芸 ビギナーズ「花びより」（2008年4月-2009年3月、NHK TV & Website）
- 趣味の園芸ビギナーズ＆やさいの時間（2008年4月-2009年3月、NHKテキスト）
- 舞台裏おしゃべり（2008年、NHK Website）
- New Rose（2010年・2012年、産經新聞メディックス）